# Pressagny-l'Orgueilleux

Pressagny-l'Orgueilleux este o comună în departamentul Eure, Franța. În 1 ianuarie 2022 avea o populație de 696 de locuitori.